# Флаг гражданской авиации Австралии

1935-1948

Флаг гражданской авиации Австралии — копия Флага гражданской авиации Великобритании. На основе флага голубого цвета располагается синий крест с белой окантовкой, в левом верхнем углу располагается Юнион Джек. На флаге изображен Южный крест. Флаг впервые появился в 1935 году. На тот момент звёзды были жёлтого цвета и располагались в точности как на Австралийском флаге. В 1948 году Южный Крест был повернут на 45о против часовой стрелки, а звезды стали белыми.
Изначально флаг использовался только в аэропортах. До сих пор флаг используется Управлением Гражданской авиации и Министерством Транспорта Австралии.